# Vlastidae
Vlastidae zijn een uitgestorven familie van tweekleppigen uit de orde Ostreida.